# Sallie W. Chisholm
Sallie W. (Penny) Chisholm (Marquette, Michigan, 1947--) doctora en biologia marina per la Universitat d'Albany (Nova York). Treballa als departaments de Biologia i d'Enginyeria Civil i Ambiental del Massachusetts Institute of Technology i col·labora al Departament de Biologia de la Woods Hole Oceanographic Institution. Es va graduar a la Marquette Sènior High School a Michigan, Estats Units l'any 1965. Va assistir a Skidmore College i va obtenir un doctorat de SUNY Albany a 1974.
Els seus primers treballs van ser sobre els processos del plàncton de nutrients i la manera en quina ells afecten el seu cicle de vida en temps diürn. Així va dirigir per començar utilitzant citometria de flux usades per mesurar les propietats de cèl·lules individuals.
L'aplicació de flux citomètric a les mostres ambientals van portar Chisholm i els seus col·laboradors (R.J. Olson i S. M. Sosik) al descobriment que el plàncton petit (en particular Prochlorococcus i Synechococcus) representen una part molt més important de la productivitat marina del que es pensava anteriorment. Anteriorment, els oceanògrafs biològics s'havien centrat en les diatomees silícies com el fitoplàncton més important, representant el 10-20 gigatones de captació de carboni cada any. Els treballs de Chisholm van mostrar que encara major quantitat de carboni es posava en operació per la qual van confirmar la tesi que petites algues, exerceixen una funció important en el cicle del nitrogen global.
Recentment Chisholm ha jutjat negativament l'ús de fertilització amb ferro com a fixació tecnològica per a un possible escalfament global antropogènic.

## Publicacions
- Chisholm, S.W. 2012. Unveiling Prochlorococcus: The Life and times of the ocean's smallest photosynthetic cell. 2012. In: Microbes and Evolution: The World That Darwin Never Saw. In: R. Kolter and S. Maloy [eds]. ASM Press. p. 165.
- Coleman, M. L. and S. W. Chisholm. 2010. Ecosystem-specific selection pressures revealed by comparative population genomics. PNAS 107 (43): 18634–18639.
- Lindell, D. J.D. Jaffe, M.l. Coleman, I.M. Axmann, T. Rector, G. Kettler, M.B. Sullivan, R. Steen, W.R. Hess, G.M. Church, and S. W. Chisholm. 2007. Genome-wide expression dynamics of a marine virus and host reveal features of coevolution. Nature 449: 83-86
- Chisholm, S.W., P.G. Falkowski, and J.J. Cullen. Dis-Crediting Ocean Fertilization. Science 294:309-310, 2001.
- Chisholm, S.W., R.J. Olson, E.R. Zettler, R. Goericke, J. Waterbury, and N. Welschmeyer. A novel free-living prochlorophyte abundant in the oceanic euphotic zone. Nature, 334(6180):340-343, 1988.